# Trait polonais
Pour les articles homonymes, voir Sokolski.
Le trait polonais (polonais : polski kon' zimnokrwisty) est une race de chevaux de trait, originaire de Pologne. Ils se divisent en plusieurs types, dont le Sokólski et le Sztumski. Jadis élevés pour la traction lourde, ces chevaux le sont désormais surtout pour leur viande. Ils représentent le type équin le plus numériquement important de Pologne, avec plus de 26 000 individus recensés en 2012.

## Dénomination
Le nom en polonais est Polski koń zimnokrwisty, ce qui signifie « Cheval polonais à sang froid ». L'abréviation locale est « z ». On trouve aussi le nom Kopczyk Podlaski.

## Histoire
Le trait polonais provient de croisements pratiqués au XIXe siècle entre des chevaux locaux et les races trotteur Norfolk, Muraközi, Døle Gudbrandsdal, Breton, Ardennais, Boulonnais, Anglo-normand et Trait belge, dans l'objectif des travaux agricoles,.
Le stud-book est créé en 1964. En 2002, les chevaux de trait représentaient le type de population équine le plus numériquement nombreux en Pologne.

## Description

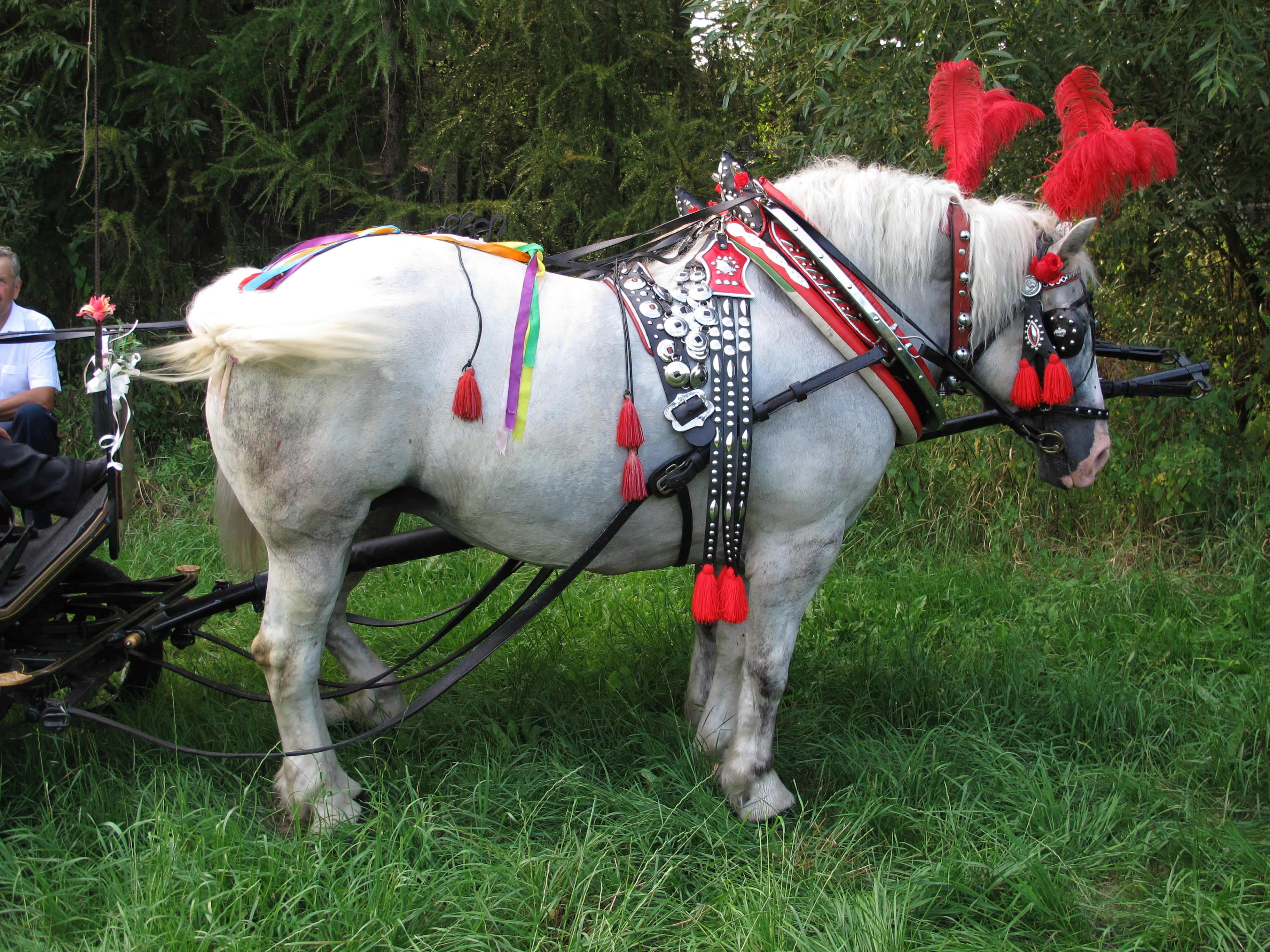
Trait polonais gris.

D'après le guide Delachaux, ces chevaux toisent de 1,45 m à 1,58 m, pour un poids de 500 à 800 kg. CAB International donne une fourchette de 1,50 m à 1,63 m. Son modèle varie de moyen à lourd.
Il rappelle l'Ardennais. La tête est de profil rectiligne, l'encolure musclée, le dos long et large, la croupe puissante. Les pieds sont assez petits.
Le Sokólski est considéré comme le type le plus réputé chez la race du trait polonais.

### Robes
La robe peut être alezane, baie, rouanne, ou noire. Les robes rouan, gris, Silver et Dun sont rares.

### Tempérament et entretien
La race est réputée docile et résistante, de croissance rapide, et adaptée au climat local de la Pologne.

## Utilisations
Ce cheval originellement destiné à la traction agricole est désormais souvent élevé pour sa viande, du fait de la réduction des utilisations au travail. Il est cependant de plus en plus apprécié pour l'agritourisme, les travaux en agriculture biologique, l'attelage et la selle.

## Diffusion de l'élevage
La race est indiquée comme étant localement adaptée à la Pologne, et comme non-menacée d'extinction, dans la base de données DAD-IS. L'étude menée par Rupak Khadka, de l'Université d'Uppsala, et publiée en 2010 pour la FAO, signale le Trait polonais (Polish Coldblood) comme race européenne locale non-menacée.
En 2012, les effectifs sont de 26 843 têtes, avec tendance à l'augmentation.